# Мария Белова
Мария Щерева Белова (на гръцки: Μαρία Μπέλου) е български политик и адвокат от ГЕРБ. Народен представител от ГЕРБ в XLIII, XLIV, XLV, XLVII и XLVIII народно събрание. По произход Мария Белова е каракачанка.

## Биография
Мария Белова е родена на 25 април 1980 г. в град Сливен, Народна република България. Завършва Профилираната природо-математическа гимназия „Добри Чинтулов“ в Сливен, а след това специалност „Право“. Специализира управление на европейски проекти. През 2004 г. започва работа като адвокат в Сливенската колегия.